# الاحتجاجات السعودية 2011–2013
كانت الاحتجاجات في المملكة العربية السعودية جُزءًا من ثورات الربيع العربي التي انطلقت مع الثورة التونسية عام 2011. بدأت الاحتجاجات بإحراق النفس في صامطة واحتجاجات شوارع جدة أواخر يناير 2011. وتلا ذلك احتجاجات ضد التمييز ضد الشيعة في فبراير  ومطلع مارس في مُدن القطيف والهفوف والعوامية والرياض. أحد مُنظمي حملة «يوم الغضب» على موقع فيسبوك،  فيصل أحمد عبد الأحد،  يُزعم أنه قُتل على يد قوات الأمن السعودية في 2 مارس، وهُو اليوم نفسه الذي عرف نزول عدة مئات من المُتظاهرين في مُدن القطيف والهفوف والعماوية. خرج خالد الجهني مُتظاهرا بمُفرده في الرياض، لكن قُوات الأمن اعتقلته وأودعته سجن عليشة، وأصبح معروفًا على الإنترنت بلقب «الرجل الشجاع الوحيد في السعودية». وقعت العديد من الاحتجاجات على وضعية حقوق الإنسان في أبريل 2011 أمام مباني الوزارات الحكومية في مُدن الرياض والطائف وتبوك، وفي يناير 2012 في الرياض. في عام 2011، دعا نمر النمر أنصاره إلى المقاومة السلمية.
استمرت الاحتجاجات المُناهضة للحكومة في أبريل ومايو 2011 في القطيف والعوامية والهفوف في المنطقة الشرقية مُطالبة بالإفراج عن سجناء احتُجزا من دون تهمة أو محاكمة، وامتدت لتشمل دعوات بسحب قوات درع الجزيرة المُتمركزة من البحرين، وأن يكون للمنطقة الشرقية دستور ومجلس تشريعي خاص بها.  قُتل أربعة متظاهرين برصاص السلطات السعودية في أواخر نوفمبر في احتجاجات وتجمعات جنائزية في منطقة القطيف، اثنان في 12/13 و26 يناير 2012،  واثنان في 9 و 10 فبراير 2012. في مُظاهرات أوائل عام 2012، هتف المُتظاهرون بشعارات مناهضة للأسرة الحاكمة ولوزير الداخلية الأمير نايف، ووُصف نايف بـ «الإرهابي» و «المجرم» و «الجزار» وألقوا مُجسما له على الدبابات. ووصفت الشرطة عمليتي إطلاق نار على قتيلين بأنهما كانتا ردا على مُسلحين مجهولين أطلقوا النار أولاً. تصاعدت احتجاجات المنطقة الشرقية بعد إصابة الشيخ نمر النمر في ساقه واعتقال الشرطة له في 8 يوليو. قُتل أربعة رجال في احتجاج نُظم بعد الاعتقال مباشرة، وفي 13 يوليو، وقد نُظمت عدة مسيرات جنائزية واحتجاجية بعد ذلك، تضمنت دعوات بإسقاط النظام. أثناء احتجازه، تعرض النمر للتعذيب وبدأ في إضراب عن الطعام، وأُعدم لاحقًا في الإعدامات الجماعية التي جرت عام 2016. أصر مُنظمو الاحتجاجات على استخدام المقاومة السلمية ودعوا إلى إطلاق سراح جميع المعتقلين الشيعة والسنة.  قُتل متظاهر وجندي برصاصة قاتلة في القطيف خلال مُظاهرة احتجاجية جرت يومي 3 و4 أغسطس،  ما أدى إلى تزايد الاحتجاجات.
امتدت الاحتجاجات والاعتصامات التي تُطالب بالإفراج عن السجناء السياسيين  خارج المنطقة الشرقية إلى احتجاجات أمام مقر وزارة الداخلية في الرياض في 20 مارس، واحتجاجات أُخرى في الرياض وبريدة في ديسمبر 2011، وفي يوليو وأغسطس 2012 أمام مبنى الوزارة في الرياض، وأيضا في مكة، وفي الطائف، وفي بريدة، وقُرب سجن الحائر.
نظمت النساء حملة تصويت على فيسبوك باسم «بلدي» تنُص على أن القانون السعودي يمنح المرأة حقوقاً انتخابية.  في أبريل 2011، حاولت النساء في جدة والرياض والدمام التسجيل كناخبات في الانتخابات البلدية التي ستجرى في 29 سبتمبر على الرغم من إعلان المسؤولين أن النساء لا يُمكنهن المشاركة.  في مايو ويونيو، نظمت منال الشريف ونساء أُخريات حملة "حق المرأة في قيادة السيارة"، مع تحديد يوم 17 يونيو كيوم لاتخاد القرار.  في أواخر سبتمبر، حُكم على شيماء الجستانية بالجلد 10 جلدات لقيادتها السيارة في جدة، بعد وقت قصير من إعلان الملك عبد الله عن مُشاركة المرأة في الانتخابات البلدية لعام 2015 وأهليتها لعُضوية مجلس الشورى؛ وألغى الملك عبد الله فيما بعد الحُكم. رفعت الشريف وسمر بدوي دعاوى قضائية ضد السلطات السعودية في ديوان المظالم، وهي محكمة لا تُطبق نظام الشريعة، بسبب رفض طلبات رخصة القيادة الخاصة بهما. احتجت الطالبات الجامعيات في جامعة الملك خالد بأبها في مارس 2012 وتعرضن لهجوم من قبل قوات الأمن، مما أدى إلى وفاة واحدة منهُن. وتلا ذلك احتجاجات جامعية أخرى في جامعة طيبة بالمدينة المنورة وجامعة تبوك في مارس وأبريل. طالب طلاب جامعة الملك خالد بإقالة رئيس الجامعة، الأمر الذي تم في 1 يوليو 2012.

## الجدول الزمني للاحتجاجات

### يناير - أبريل 2011
بدأت الاحتجاجات بإقدام رجل يبلغ من العمر 65 عامًا على التضحية بالنفس في مدينة صامطة في جيزان في 21 يناير واحتجاجات بضع مئات من الأشخاص في أواخر يناير في جدة، بسبب الفيضانات، وعدة احتجاجات أُخرى في شهر فبراير وأوائل مارس في مدن القطيف والعوامية والرياض والهفوف. تم التخطيط لتظاهرة  «يوم الغضب» في 11 مارس. يُزعم أن أحد المُنظمين الرئيسيين، فيصل أحمد عبد الأحد، قُتل على يد قوات الأمن السعودية في 2 مارس، في ذلك الوقت كانت إحدى المجموعات على فيسبوك التي تناقش فيها الأمور الخاصة باليوم تضُم أكثر من 26,000 عضو. في 11 مارس، تظاهر عدة مئات في القطيف والهفوف والعماوية. تظاهر خالد الجهني في الرياض على الرغم من التواجد المكثف للشرطة، وأجرى تلفزيون بي بي سي العربي مُقابلة معه ، ومنذ ذلك الحين وهُو مُحتجز في سجن عليشة. أصبح الجهني معروفًا على الإنترنت بأنه «الرجل الشجاع الوحيد في المملكة العربية السعودية».
دعت جمعية الحقوق المدنية والسياسية في السعودية (حسم) والجمعية السعودية لحقوق الإنسان أولاً إلى الإفراج عن المُؤسس المشارك في جمعية حسم مُحمد صالح البجادي بعد اعتقاله التعسفي في بريدة في 21 مارس من قبل المباحث العامة، جهاز الأمن الداخلي في السعودية.  في أبريل، اندلعت عدة احتجاجات صغيرة على حقوق العمال أمام مباني الوزارات الحكومية في الرياض والطائف وتبوك. استمرت الاحتجاجات، المُكونة بشكل أساسي من المتظاهرين الشيعة ، في أواخر مارس وأبريل في القطيف والمدن الصغرى الأُخرى في المنطقة الشرقية مثل العوامية والهفوف. وطالب المُتظاهرون بالإفراج عن السجناء، وسحب قُوات درع الجزيرة من البحرين، وأيضا طالبوا بالتمثيل المتكافئ في المكاتب الرئيسية وإصلاح المواقف السياسية.
رداً على إعلان 22-23 مارس عن إجراء انتخابات بلدية للرجال فقط في أواخر سبتمبر 2011 لانتخاب نصف أعضاء المجالس المحلية، نظمت النساء حملة تصويت نسائية على فيسبوك باسم «بلدي»، وذكرت أن القوانين في المملكة العربية السعودية ـُعطي المرأة حقوقها الانتخابية. في أبريل، حاولت نساء في جدة والرياض والدمام التسجيل كناخبات في الانتخابات البلدية التي ستُجرى في 22 سبتمبر رغم إعلان المسؤولين أن المرأة لا تستطيع المُشاركة.

### مايو - ديسمبر 2011

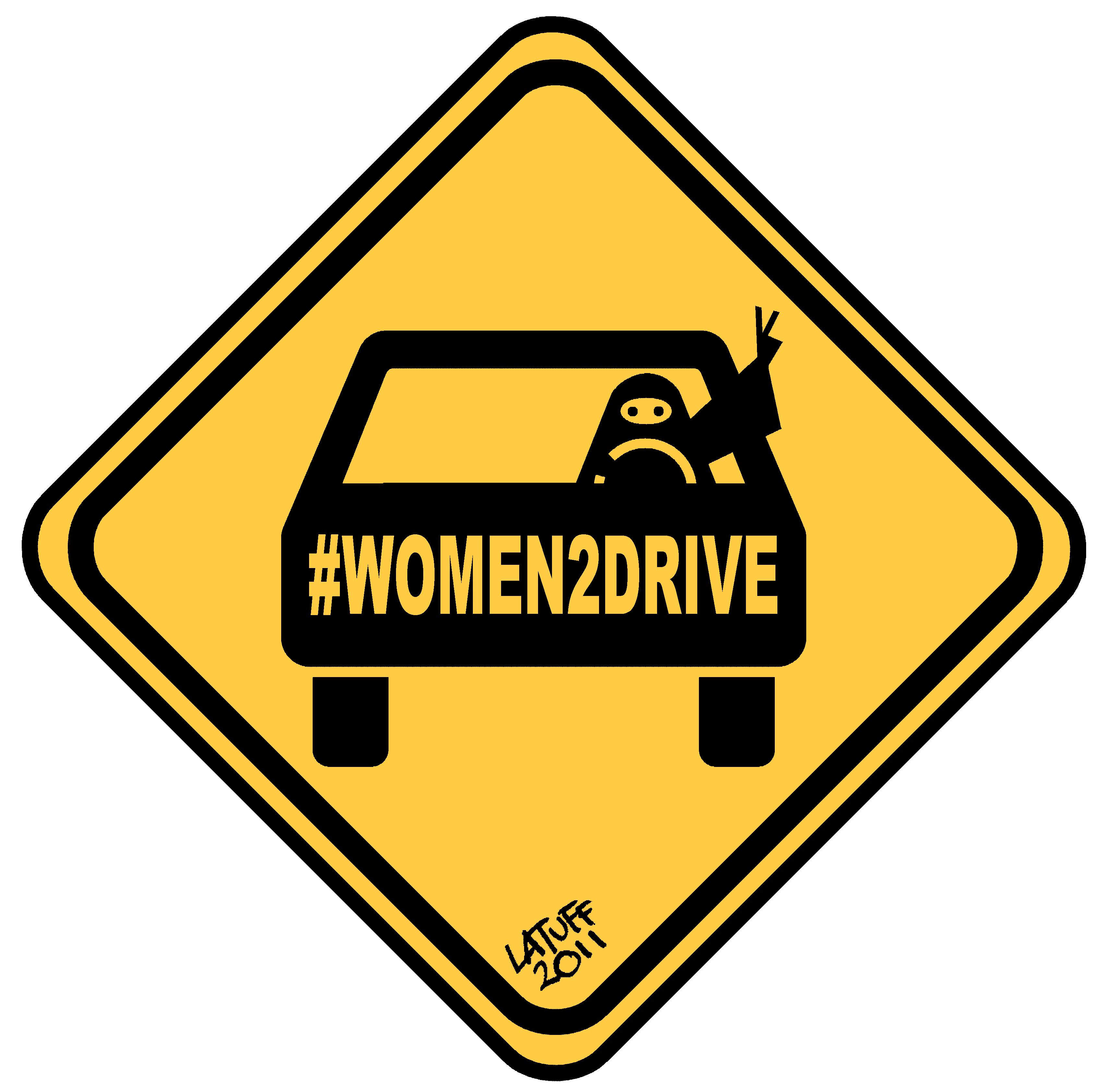
مُلصق لحركة قيادة المرأة في السعودية من عمل الرسام البرازيلي كارلوس لاتوف.

في مايو ويونيو، وفي خضم ثورات الربيع العربي، نظمت منال الشريف ونساء أُخريات حملة "حق المرأة في قيادة السيارة"، وكان الإجراء الرئيسي الذي سيجري في 17 يونيو. قادت الشريف السيارة علنا في شهر مايو لكنها اعتقلت في 22 مايو وأيضا في الفترة من 23 إلى 30 مايو.  كما قادت نساء أخريات سياراتهن، من بينهن المُمثلة وجنات الرحبيني، التي اعتقلت بعد قيادتها السيارة في جدة في 4 يونيو، وأفرج عنها بعد ذلك بيوم واحد. من 17 يونيو إلى أواخر يونيو، تم توثيق حوالي سبعين حالة لقيادة النساء للسيارات. في أواخر سبتمبر، حُكم على شيماء الجستانية بالجلد 10 جلدات بعد قيادتها للسيارة في جدة، بعد وقت قصير من إعلان الملك عبد الله مُشاركة المرأة في الانتخابات البلدية لعام 2015 وأهليتها للترشح لمنصب عُضوة في مجلس الشورى  ألغى الملك عبد الله الحكم لاحقا.
من 17 يونيو إلى أواخر الشهر نفسه، تم توثيق أكثر من سبعين حالة لقيادة النساء للسيارات. استمرت الاحتجاجات في منطقة القطيف في مايو ونُظمت احتجاجات أُخرى شهر أكتوبر، أطلقت الشرطة الرصاص الحي على المتظاهرين. وطالب المُتظاهرون بأن يكون للمنطقة الشرقية دستورها الخاص ومجلسها التشريعي الخاص بها، وتسجيل جمعيتهم جمعية التنمية والتغيير قانونياً. وفي أواخر نوفمبر ، قُتل ناصر المهيشي وعلي الفلفل ومنيب السيد العدنان وعلي عبد الله القريع برصاص قُوات الأمن في منطقة القطيف في احتجاجات وجنازات متتالية. استمرت الاحتجاجات في شهر ديسمبر أيضا.
وحتج مئات الأشخاص في الرياض والبريدة في ديسمبر، مطالبين بالإفراج عن السجناء أو مُحاكمتهم على الأقل.

### يناير - يونيو 2012

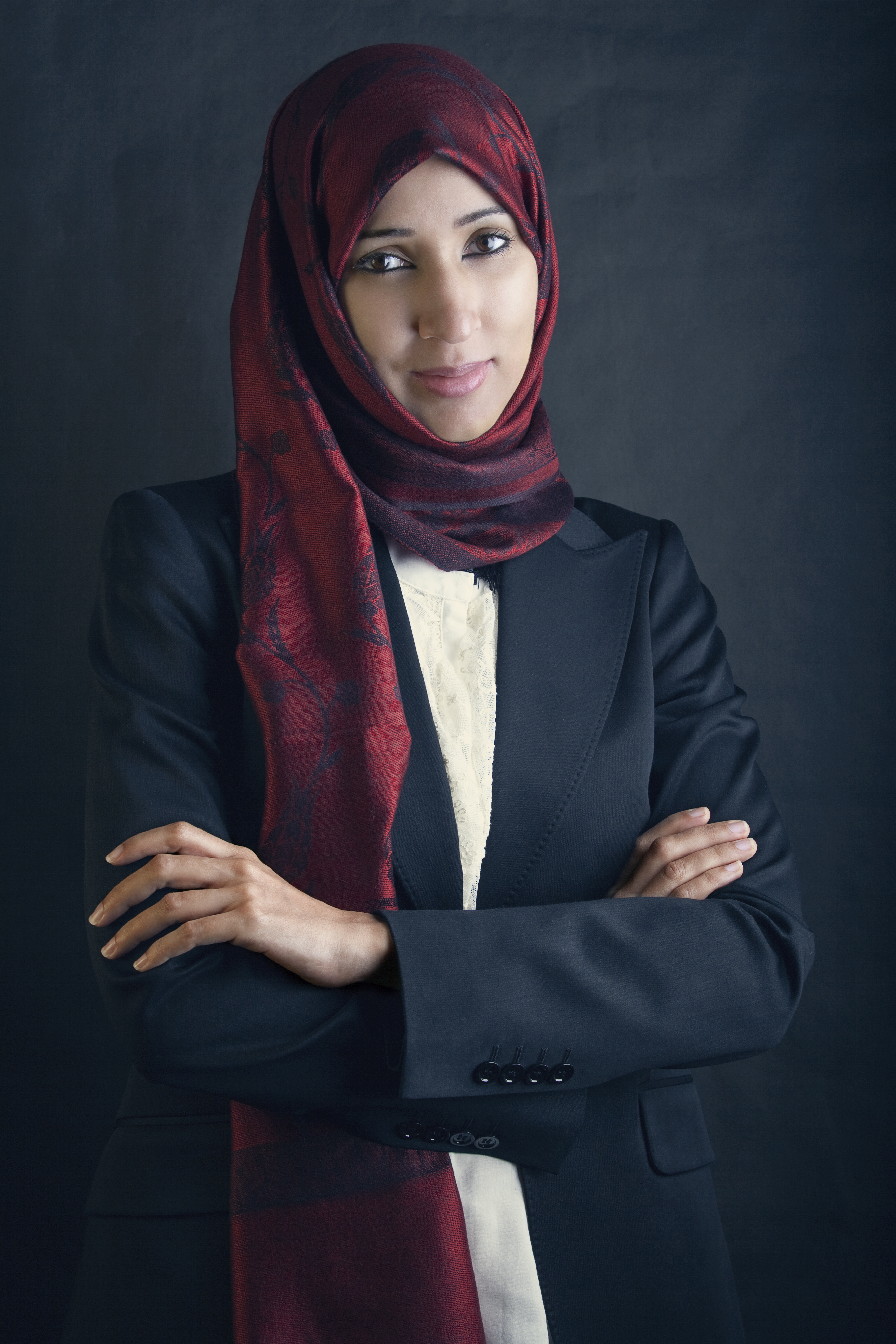
الناشطة في مجال حقوق المرأة منال الشريف، إحدى مُنظمات حملة حق المرأة في القيادة

اندلعت مُظاهرة مُطالبة بحقوق العمال في الرياض في 14 يناير، ووقع اعتصام للمُطالبة بطرد السفير السوري في 5 فبراير في جدة.
استمرت الاحتجاجات في منطقة القطيف من يناير إلى مايو، حيث استخدمت قوات الأمن الذخيرة الحية ضد المتظاهرين، مما أسفر عن مقتل أربعة أشخاص، واعتقال بعض الكوادر الطبية.  قتلت قوات الأمن بالرصاص عصام محمد أبو عبد الله في العوامية في 12 أو 13 يناير، منتظر سعيد العبد في العوامية في 26 يناير، ومنير الميداني وزهير السيد في 9 و 10 فبراير على التوالي. في المسيرة الجنائزية لعبد الله التي بلغ تعدادها 70.000 في 16 يناير في العوامية، والاحتجاجات اليومية في منطقة القطيف التي تلت ذلك، ردد المتظاهرون هُتافات ضد العائلة الحاكمة ووزير الداخلية وولي العهد نايف بن عبد العزيز آل سعود. في مُنتصف فبراير، تم القبض على اثنين من العاملين في المجال الطبي بسبب تعاملهم سرا مع المُتظاهرين المصابين. وفي احتجاج في 10 فبراير وجنازة في 13 من ذات الشهر، أُلقيت دُمية لنايف على الدبابات ووصف المشاركون نايف بأنه «إرهابي» و «مجرم» و «جزار». ووصفت الشرطة عمليتي إطلاق نار على أنهما كانتا ردا على مُسلحين مجهولين أطلقوا النار أولاً. قُبض على داود المرهون وعبد الله حسن الظاهر في 22 مايو و3 مارس 2012 على التوالي، وقد كانا يبلغان من العمر 17 و16 عامًا على التوالي، وذلك لمُشاركتهما في احتجاجات المملكة العربية السعودية 2011-2012. في الأصل، في مارس 2012، استجوبت الشرطة المرهون وطُلب منه أن يكون مُخبراً وأن يقدم تفاصيل عن زملائه المتظاهرين. وبعد أن رفض، اعتقلته قوات الأمن السعودية من مستشفى الدمام المركزي، حيث كان يخضع للعلاج من إصابة في عينه أصيب بها في حادث مروري. حاصرت القوات السعودية المستشفى واعتقلته أثناء استعداده لإجراء عملية جراحية. اعتقل في 22 مايو 2012، وتعرض للتعذيب وأُجبر على «الاعتراف». ثم حكمت عليه المحكمة الجزائية المتخصصة بالإعدام في سبتمبر 2015، اعتبارًا من 23 سبتمبر 2015 ، بانتظار التصديق على الحُكم الصادر بحقه من قبل الملك سلمان ملك المملكة العربية السعودية، ليتم تنفيذه بقطع الرأس والصلب (بهذا الترتيب).
أعلنت منال الشريف وسمر بدوي، الناشطتان في الحركة النسائية لقيادة السيارات، أنهما رفعا دعاوى قضائية ضد السلطات السعودية في ديوان المظالم، وهي محكمة لا تُطبق نظام الشريعة، بسبب رفض طلبات رخصة القيادة الخاصة بهما. اعتبارًا من نهاية يونيو 2012، بدأت 100 امرأة سعودية القيادة بانتظام مُنذ إطلاق حملة يونيو 2011. احتجت طالبات في جامعة الملك خالد بأبها في مارس وتعرضن لهجوم من قبل قوات الأمن، مما أدى إلى وفاة واحدة. وتلا ذلك احتجاجات جامعية أخرى في جامعة طيبة بالمدينة المنورة وجامعة تبوك في مارس وأبريل.

### يوليو - أغسطس 2012
في يوليو 2012، احتجت منظمة العفو الدولية في مجلس حقوق الإنسان التابع للأمم المتحدة على الاضطهاد القانوني لقادة جمعية الحقوق المدنية والسياسية السعودية (حسم). تم اعتقال عشر ناشطات في مُظاهرة يوم 14 يوليو ببريدة، حيث كُن يُطالبن بالإفراج عن السجناء السياسيين. واندلعت احتجاجات مُماثلة تطالب بالإفراج عن السجناء وتحتج على الحكومة السعودية في بريدة في 23 يوليو وأمام وزارة الداخلية في الرياض في 25 يوليو، في الرياض ومكة في 28 يوليو، وفي مدينة الطائف أيضا. وفي بريدة، بالقرب من سجن الحائر، وفي الدمام في شهر أغسطس.
في يوليو وأغسطس 2012، اشتدت الاحتجاجات في منطقة القطيف بعد إصابة الشيخ نمر النمر في ساقه واعتقال الشرطة له في 8 يوليو. قُتل ثلاثة رجال في احتجاج مساء يوم الاعتقال. أقيمت جنازات واحتجاجات أيام 10 و11 و13 يوليو، وصرخ المُتظاهرون ببعض الهتافات بإسقاط النظام الحاكم. قُتل متظاهر آخر بالرصاص في مظاهرة العوامية في 13 يوليو. أثناء احتجازه، تعرض النمر للتعذيب وكدمات في وجهه وكسر في الأسنان، وبدأ إضرابا عن الطعام. أعلن مُنظمو الاحتجاج في العوامية دعمهم للنمر وأصروا على استخدام المقاومة السلمية. أصيب المتظاهر محمد الشاخوري برصاصة في ظهره ورقبته واعتقل في مظاهرة في 26-27 يوليو كانت تُطالب بالإفراج عن النمر. دعت احتجاجات أُخرى إلى إطلاق سراح جميع المعتقلين الشيعة والسنة بمن فيهم الشاخوري. قُتل متظاهر وجُندي بالرصاص في القطيف خلال مظاهرة حقوقية مسائية يومي 3 و4 أغسطس، مما أدى إلى عدة احتجاجات أخرى.

## ما بعد الأحداث

### احتجاجات القطيف 2014
في أوائل عام 2014، استمر الصراع بين المُتظاهرين وقوات الأمن، حيث أصبحت القطيف «منطقة عسكرية، محاطة بنقاط تفتيش ومدرعات». صحفية سعودية كانت تُوثق الاحتجاجات لمدة عامين لصالح بي بي سي، غادرت المملكة العربية السعودية لأنها رأت أن الوضع «خطير للغاية بالنسبة لها لمُواصلة التحقيق». حُكم على نمر النمر بالإعدام من قبل المحكمة الجزائية المتخصصة في 15 أكتوبر  2014 بتُهمة «السعي إلى» تدخل أجنبي «في [المملكة العربية السعودية] و»عصيان«الحُكام وحمل السلاح ضد قوات الأمن». واعتُقل شقيقه محمد النمر في نفس اليوم لنشره معلومات على تويتر عن حكم الإعدام.   أُعدم النمر في 2 يناير 2016 أو قبله بقليل، إلى جانب 46 آخرين في إعدام جماعي.  وأدين إعدامه من قبل إيران والشيعة في جميع أنحاء الشرق الأوسط، وكذلك الشخصيات الغربية والسنة المعارضين للطائفية. وقالت الحكومة السعودية إن الجُثة لن تُسلم إلى الأسرة.  في مارس 2017، بعد حملة طويلة من المُضايقات، قتلت قُوات الأمن السعودية اثنين من أفراد عائلة النمر خلال مُداهمة مزرعة في شرق السعودية. قُتل مقداد ومحمد النمر في مزرعة في العوامية، مسقط رأس عائلة النمر.  كان النمر ينتقد بشدة حكومة المملكة العربية السعودية،  ودعا إلى إجراء انتخابات حُرة في المملكة العربية السعودية.
في نوفمبر 2014، هاجم مُهاجمون مجهولون في محافظة الأحساء بالمنطقة الشرقية موكبًا خلال احتفالات يوم عاشوراء وقتلوا ثمانية شيعة، بينهم أطفال، وخلفوا أكثر من 30 جريحًا. وفي الأسبوع التالي، أقيل نائب أمير المنطقة الأمير جلوي بن عبد العزيز بأمر ملكي ونُقل إلى منطقة نجران. ومع ذلك، لم يتم إعطاء بيان رسمي حول ما حدث.
استمرت الاحتجاجات في منطقة القطيف خلال الفترة 2017-2019، مع حدوث قتلى من جانب كل من المُتظاهرين وقوات الأمن.

## الضحايا

### حالات الوفاة
| الاسم                                     | السن | المدينة       | تاريخ الوفاة    | سبب الوفاة |
| ----------------------------------------- | ---- | ------------- | --------------- | --- |
| فيصل أحمد عبد الأحد                       | 27   | الرياض        | قبل 2 مارس 2011 | Shot by the وزارة الداخلية, who removed his body to "hide evidence of the crime".                                                                              |
| Nasser al-Mheishi (or Nasir al-Muhaishi)  | 19   | الشويكة       | 20 نوفمبر 2011  | قُتل برصاص الشرطة خلال إحدى التظاهرات الاحتجاجية. |
| علي الفلفل                                | 24   | الشويكة       | 21 نوفمبر 2011  | Shot in the chest by police during a funeral for Nasser al-Mheishi.                                                                                            |
| السيد منيب العدنان                        | 20   | الشويكة       | 23 نوفمبر 2011  | Shot in the head by police during protest over al-Mheishi and al-Felfel killings.                                                                              |
| Ali Abdullah al-Qarayrees                 | 26   | العوامية      | 23 نوفمبر 2011  | Shot by police during protest over al-Mheishi and al-Felfel killings.                                                                                          |
| عصام محمد أبو عبد الله                    | 22   | العوامية      | 12 يناير 2012   | قُتل على يد قُوات الأمن خلال إحدى المُظاهرات. |
| Montazar Sa'eed al-Abdel                  |      | العوامية      | 26 يناير 2012   | قُتل على يد قُوات الأمن خلال إحدى المُظاهرات. |
| منير الميداني                             | 21   | الشويكة       | 9 فبراير 2012   | قُتل على يد قُوات الأمن خلال إحدى المُظاهرات، بعد تلقيه رصاصة على مُستوى القلب.                                                                                    |
| Zuhair al-Said (or Zaheer Abdullah Saeed) | 21   | العوامية      | 10 فبراير 2012  | تلقى رصاصة على مُستوى المعدة على يد قُوات الأمن، تُوفي بعدها في المُستشفى.                                                                                         |
| Hajer al-Yazidi                           |      | أبها          | 7 مارس 2012     | الصرع student injured in head during protest, died of head wound.                                                                                              |
| Akbar Hassan al-Shakhouri                 | 31   | العوامية      | 8 يوليو 2012    | قُتل على يد قُوات الأمن خلال مُظاهرات ضد اعتقال نمر النمر. |
| Mohamed Redha al-Felfel                   | 18   | العوامية      | 8 يوليو 2012    | قُتل على يد قُوات الأمن خلال مُظاهرات ضد اعتقال نمر النمر. |
| Abdallah Jaafar al-Ojami                  | 18   | العوامية      | 13 يوليو 2012   | قُتل أثناء الاحتجاجات برصاص قُوات الأمن بالقُرب من مقر للشرطة. |
| Hussain Yusuf al-Qallaf                   | 18   | تاروت (جزيرة) | 4 أغسطس 2012    | Shot in the chest by security forces during protest on 3 August, died of injuries on 4 August.                                                                 |
| خالد عبد الكريم اللبد                     | 26   | العوامية      | 26 سبتمبر 2012  | Shot in the head by security forces while authorities were trying to arrest him, he was one of 23 opposition activist accused of organising protests in Qatif. |
| محمد حبيب المناصيف                        | 16   | العوامية      | 26 سبتمبر 2012  | Shot by security forces while authorities were trying to arrest Khaled Abdulkarim al-Labad.                                                                    |
| حسن محمد الزهري                           | 16   | العوامية      | 28 سبتمبر 2012  | Shot by security forces while authorities were trying to arrest Khaled Abdulkarim al-Labad on 26 September, died of injuries on 28 September.                  |
| أحمد المطر                                | 18   | تاروت         | 28 ديسمبر 2012  | قُتل على يد قُوات الأمن خلال مُظاهرات مُطالبة بالإفراج عن السجناء.                                                                                                 |
| علي حسن المحروس                           | 19   | القطيف        | 21 يونيو 2013   | Shot in his car by a stray bullet by police when they fired at another person on a motorbike.                                                                  |

| الاسم                    | السن     | المدينة  | تاريخ الوفاة | سبب الوفاة                                                                                            |
| ------------------------ | -------- | -------- | ------------ | --- |
| Hussein Bawah Ali Zabani | 20 أو 21 | Al-Malha | 4 أغسطس 2012 | Shot by "rioters on a motorbike" in القطيف according to وزارة الداخلية spokesperson Mansour al-Turki. |

#### الآخرين
في 21 يناير 2011، تُوفي رجل مجهول يبلغ من العمر 65 عامًا بعد أن أضرم النار في نفسه في بلدة صامطة بجيزان . كان هذا على ما يبدو أول حالة معروفة في المملكة للتضحية بالنفس.
في 21 نوفمبر 2011، قُتلت فتاة تبلغ من العمر 9 سنوات بالرصاص في مُظاهرة في القطيف مع علي الفلفل، أثناء تشييع جنازة ناصر المهيشي.
في 8 يوليو 2012، قُتل متظاهر مجهول على يد قوات الأمن مع أكبر حسن الشاخوري ومُحمد رضا الفلفل، خلال احتجاج على اعتقال السلطات السعودية لنمر النمر.
في 10 سبتمبر 2012، قُتل رجل بنغلاديشي بالرصاص في منطقة العوامية شرق المملكة العربية السعودية. وقالت الشرطة السعودية إن الرجل البنغلاديشي كان يقود سيارته عندما أصيبت سيارته برصاص أطلق على سيارتي دورية أمنية. لكن ناشطا في العوامية روى رواية مختلفة عن الحادث، قائلا إن الرجل قُتل بنيران أعيرة نارية عندما اقتحمت قوات الأمن منزلا أثناء محاولتها اعتقال ناشط من أصل 23 ناشطا كانوا مطلوبين للعدالة بعد تنظيمهم احتجاجا في القطيف.

## الاستجابة

### محليا
في 10 فبراير 2011، ادعى تقرير لرويترز أن 10 أشخاص من بينهم مُفكرين ونُشطاء حقوق الإنسان ومُحامين اجتمعوا معًا لإنشاء حزب الأمة الإسلامي - الذي يُعتبر أول حزب سياسي في المملكة العربية السعودية منذ التسعينيات- للمطالبة بإنهاء الملكية المطلقة في البلد. لكن في 18 فبراير، قُبض على جميع أعضاء الحزب العشرة وأُمروا بسحب مطالبهم بالإصلاح السياسي مُقابل إطلاق سراحهم.
في 23 فبراير، أعلن العاهل السعودي الملك عبد الله، بعد عودته إلى البلاد بعد ثلاثة أشهر قضاها في الخارج لتلقي العلاج الصحي، عن سلسلة من المزايا للمُواطنين تصل إلى 10.7 مليار دولار. ويشمل ذلك التمويل لتعويض التضخم المرتفع ومُساعدة الشباب العاطلين عن العمل والمُواطنين السعوديين الذين يدرسون في الخارج، فضلاً عن شطب بعض القروض. وزادت مداخيل مُوظفي الدولة بنسبة 15 في المائة وأدخلت إعانات جديدة لقروض الإسكان. لم يتم الإعلان عن أي إصلاحات سياسية كجزء من الحُزمة، على الرغم من أن الملك البالغ من العمر 86 عامًا أصدر عفواً عن بعض السجناء المتهمين بارتكاب جرائم مالية.
يوم 6 مارس، أصدرت هيئة كبار العلماء السعودية برئاسة سماحة المفتي عبد العزيز بن عبد الله آل الشيخ فتوى مُعارضة الالتماسات والمُظاهرات، وجاء فيها «لذلك يؤكد من جديد هذا المجلس على أن الإصلاح الذي له شرعيته هو وحده الذي يجلب الرفاهية ويجنب المنكر، في حين أنه من غير القانوني إصدار الأقوال وأخذ التوقيعات لأغراض التخويف والتحريض على الفتنة ... لا ينبغي أن يكون الإصلاح بالمُظاهرات وغيرها من الوسائل والأساليب التي تثير الاضطرابات وتقسيم المجتمع. . . . ويؤكد المجلس حظر التظاهرات في هذا البلد و [أن] الأسلوب القانوني الذي يحقق الرفاه دون إحداث دمار يعتمد على المشورة المتبادلة». وقد تضمنت الفتوى «التهديد الشديد على الفتنة الداخلية»، قوله: «قال [الرسول] مرة أخرى : من أراد فرقا من هذه الأمة وحدها فليقتله بالسيف أيا كان. بواسطة مسلم». في أواخر مارس، دعا عبد العزيز آل الشيخ إلى طباعة مليون نُسخة من الفتوى وتوزيعها.
في 22-23  مارس 2011، أعلن مسؤولون في وزارة الشؤون البلدية والقروية أن الانتخابات البلدية سيُشارك فيها الرجال فقط وذلك بغرض انتخاب نصف أعضاء المجالس المحلية، وأنها ستُجرى في سبتمبر 2011. ووصفت وكالة أسوشيتيد برس الإعلان عن الانتخابات بأنه «تزامن مع هدير مُعارضة في السعودية نابع من موجة الاضطرابات السياسية في العالم العربي».

#### الاعتقالات وأنواع القمع الأخرى
قُبض على حوالي 30 إلى 50 شخصًا في أعقاب مُظاهرة 29 يناير في جدة. في 18 فبراير، اعتُقل الأعضاء العشرة المؤسسين لحزب الأمة الإسلامي وأُمروا بسحب مطالبهم بالإصلاح السياسي مُقابل إطلاق سراحهم.
وفقًا لتقرير أجرته وكالة الأنباء الألمانية في 2 مارس، زعم النشطاء السعوديون أن أحد المديرين الرئيسيين لإحدى المجموعات في فيسبوك التي دعت إلى «يوم الغضب» في 11 مارس، فيصل أحمد عبد الأحد، قُتل على يد قوات الأمن السعودية التي نقلت جثته «لإخفاء أدلة الجريمة».
في 5 مارس، أُرسل الآلاف من قوات الأمن إلى الشمال الشرقي، مما تسبب في تأخير الطريق إلى الدمام.  في نفس اليوم، بعد حوالي أسبوعين من الاحتجاجات الصغيرة في الجزء الشرقي من المملكة العربية السعودية، حذرت وزارة الداخلية من أن «الحظر [على] جميع أنواع التظاهرات والمسيرات والاعتصامات» الذي يفرضه القانون السعودي سيتم تنفيذه.
في 9 مارس ، صرح وزير الخارجية سعود الفيصل أن الحكومة لن تتسامح مع أي احتجاجات في الشوارع ضدها، بينما قال أيضًا إن «أفضل طريقة لتحقيق المطالب هي من خلال الحوار الوطني».
في 21 مارس، اعتُقل أحد مُؤسسي جمعية الحقوق المدنية والسياسية في السعودية محمد صالح البجادي في بريدة من قبل أفراد من المباحث العامة. وذكرت حسم أن الاعتقال كان تعسفياً، وينتهك النظام الأساسي للمملكة العربية السعودية ونظام الإجراءات الجزائية.
 دعت كل من حسم وجمعية حقوق الإنسان أولاً إلى الإفراج الفوري وغير المشروط عنه.
في 27 مارس 2011، قدرت هيومن رايتس ووتش أن «حجم الاعتقالات [ارتفع] بشكل كبير خلال الأسبوعين السابقين»، حيث احتُجز حوالي 160 متظاهراً ومُنتقداً دون توجيه اتهامات إليهم.
في أوائل يناير 2012، نشرت السلطات السعودية قائمة بأسماء 23 شخصًا يُزعم تورطهم في احتجاجات أكتوبر 2011 في العوامية والقطيف، ودعت إلى اعتقالهم. وزعم المُتحدث باسم وزارة الداخلية، منصور التركي، أن المتظاهرين «كانوا يعملون وفق أجندة خارجية» و «يتم تمويلهم أو تزويدهم بالأسلحة ويعملون ضمن مُنظمة». شاه علي الشوكان من جزيرة تاروت، وهو واحد من 23، اعتقلته المباحث في 2 يناير 2012. كما قُبض على حسين علي عبد الله البركي، وموسى جعفر محمد المبيوق، واثنين آخرين من بين قائمة الـ 23 شخصا في 2 يناير. وزعمت وزارة الداخلية أن الشوكان والبراكي والمبيوق سلموا أنفسهم طواعية. في 10 يناير، أصيب عقيل الياسين بجروح في العوامية على يد قوات الأمن، واعتقل ونُقل إلى المباحث في الدمام، ومُنع من الزيارات العائلية.

#### الرقابة
في مُنتصف مارس 2011، تم سحب اعتماد مُراسل رويترز في المملكة العربية السعودية، أولف لايسينغ، الذي كان يعمل في الرياض منذ عام 2009، بسبب تقاريره عن الاحتجاجات السعودية في أوائل عام 2011، مما أجبره فعليًا على مُغادرة المملكة العربية السعودية.

#### إعدام نمر النمر
كان من ردود الحكومة السعودية اللاحقة اعتقال نمر النمر وإدانته وإعدامه في 2 يناير 2016.

### دوليا

#### الحكومات
- روسيا – في 12 يوليو 2012، أعرب ك. دوغلوف مُمثل وزير الخارجية الروسي المُختص بحقوق الإنسان، أعرب عن  «قلق كبير» حول الأحداث التي جرت في المنطقة الشرقية شهر يوليو. وقد صرح : «نتوقع أن تتخذ سلطات المملكة كافة الإجراءات اللازمة لتسوية الوضع في مناطقها الشرقية، وتجنب الصراع، بما في ذلك المواجهة على أسس طائفية، وضمان احترام حقوق الإنسان التقليدية، بما في ذلك الحق في حرية التعبير عن الرأي والتظاهر السلمي وحرية تكوين الجمعيات على الوجه المُبين في القانون.»[170][171]
- الولايات المتحدة  – في 8 مارس 2012, قدمت وزارة الخاارجية الأمريكية للناشطة سمر بدوي جائزة نساء الشجاعة الدولية، بعد رفع الناشطة لدعوى قضائية من أجل منح الحق للنساء السعوديات بالتصويت في الانتخابات البلدية السعودية 2011 وأيضا لتشجيعها للنساء السعوديات من خلال حملات إلكترونية.[172]

#### احتجاجات الشوارع
- أستراليا – في 19 يوليو 2012، 50 شخصا احتجوا أمام السفارة السعودية في كانبرا ضد الاعتقالات المُتعلقة بالاحتجاجات البحرينية 2011، وأيضا ضد «الحملة الجارية في المنطقة الشرقية من المملكة العربية السعودية»، وأيضا «لدعم الناس الذين يسعون إلى حرية التعبير، واحترام حقوق الإنسان ، وحرية المرأة».[173]
- كندا – في 21 يوليو 2012، 30 احتج 20 شخصا أمام سفارة الولايات المتحدة في كندا، احتجاجا على الدعم الأمريكي للحكومة السعودية. زعم أحد المُتظاهرين أن الحُكومة السعودية مُنافقة كونها تدعم الثورة والمُعارضة في الحرب الأهلية السورية، في حين تضغط على مُواطنيها". كما دعا إلى إطلاق سراح نمر النمر.[174]

#### وسائل الإعلام
قال الصحفي روبرت فيسك إن الاحتجاجات عُرفت باسم «ثورة حنين»،  نسبة إلى غزوة حنين.

#### أخرى
وصف الفيزيائي السعودي المنفي والمُعارض السياسي محمد المساري اعتداءات الشرطة على النساء في مظاهرة القطيف في 3 مارس 2011 بأنها خطأ استراتيجي، قائلاً: «لقد ارتكبوا خطأً غبيًا بمُهاجمة النساء وما إلى ذلك لأنهم يعتقدون أن المرأة الشيعية ليست كذلك. .. حماية الشرف هو نفسه مثل باقي نساء الدولة. لكن مُهاجمة النساء في السعودية في بلد إسلامي أمر شديد الخطورة وسلبي للغاية وكارثي ... وسيكون لذلك تداعيات وخيمة».
في 21 فبراير 2011، ارتفعت أسعار النفط إثر تداعيات الحرب الأهلية الليبية 2011 والمُضاربة بشأن 11 مارس يوم الغضب السعودي. وتراجع مؤشر البورصة السعودية " تداول" إلى أدنى مُستوى في سبعة أشهر بفعل مخاوف بشأن الاستقرار الأمني.  خلال أسبوع 27 فبراير، تراجعت أسعار الأسهم العالمية مع ارتفاع أسعار النفط ووصلت الفضة إلى أعلى سعر لها في 30 عامًا بسبب مخاوف الاستقرار في المنطقة.  كما تراجعت مؤشرات البورصة الإقليمية بسبب القلق على الاستقرار السعودي. 
في أغسطس 2017، حث عشرة من الحائزين على جائزة نوبل للسلام، بمن فيهم ديزموند توتو وليش وايسا، المملكة العربية السعودية على وقف إعدام 14 شابًا لمُشاركتهم في احتجاجات المملكة العربية السعودية 2011-2012.